# Jonathan Kodjia
Jonathan Kodjia (ur. 22 października 1989 w Saint-Denis) – piłkarz  z Wybrzeża Kości Słoniowej grający na pozycji napastnika. Od 2016 jest zawodnikiem klubu Aston Villa.

## Kariera piłkarska
Swoją karierę piłkarską Kodjia rozpoczął w klubie Stade de Reims. W 2007 roku zaczął grać w jego rezerwach, a w 2008 roku awansował do pierwszego zespołu. 3 października 2008 zadebiutował w nim w Ligue 2 w przegranym 1:4 domowym meczu z Dijon FCO. W sezonie 2008/2009 spadł z Reims do trzeciej ligi, ale już w sezonie 2009/2010 wrócił z nim do drugiej ligi.
W 2012 roku Kodjia został wypożyczony do AS Cherbourg. Zadebiutował w nim 3 lutego 2012 w wygranym 1:0 domowym meczu z Étoile Fréjus Saint-Raphaël. W Cherbourgu grał przez pół sezonu.
Latem 2012 Kodjię wypożyczono do Amiens SC. Swój debiut w nim zaliczył 3 sierpnia 2012 w zremisowanym 1:1 domowym meczu z SR Colmar. W Amiens grał w sezonie 2012/2013.
W 2013 roku Kodjia odszedł na wypożyczonie do SM Caen. Swój debiut w nim zanotował 2 sierpnia 2013 w zwycięskim 3:1 domowym meczu z Dijon FCO. W debiucie zdobył gola. W sezonie 2013/2014 awansował z Caen z Ligue 2 do Ligue 1.
Latem 2014 roku Kodjia przeszedł z Reims do Angers SCO. Zadebiutował w nim 1 sierpnia 2014 w przegranym 2:3 wyjazdowym meczu z Nîmes Olympique, w którym strzelił dwa gole. W sezonie 2014/2015 wywalczył z Angers awans do Ligue 1.
W 2015 roku Kodjia odszedł za kwotę 2,8 miliona euro do Bristol City. W nim zadebiutował 8 sierpnia 2015 w przegranym 0:2 wyjazdowym meczu z Sheffield Wednesday. W Bristol City spędził rok.
30 sierpnia 2016 roku Kodjia podpisał czteroletni kontrakt z Aston Villą. Kwota transferu wyniosła 11 milionów funtów. W Aston Villi swój debiut zaliczył 11 września 2016 w zremisowanym 2:2 domowym meczu z Nottingham Forest.
| Sezon   | Klub           | Kraj    | Rozgrywki            | Mecze | Gole |
| ------- | -------------- | ------- | -------------------- | ----- | ---- |
| 2007/08 | Stade Reims B  | Francja | CFA 2                | 3     | 2    |
| 2008/09 | Stade de Reims | Francja | Ligue 2              | 2     | 0    |
| 2009/10 | Stade de Reims | Francja | Championnat National | 13    | 0    |
| 2010/11 | Stade de Reims | Francja | Ligue 2              | 5     | 0    |
| 2011/12 | Stade de Reims | Francja | Ligue 2              | 2     | 0    |
| 2011/12 | AS Cherbourg   | Francja | Championnat National | 16    | 3    |
| 2012/13 | Amiens SC      | Francja | Championnat National | 34    | 9    |
| 2013/14 | SM Caen        | Francja | Ligue 2              | 26    | 5    |
| 2014/15 | Angers SCO     | Francja | Ligue 2              | 28    | 15   |
| 2015/16 | Bristol City   | Anglia  | Championship         | 45    | 18   |
| 2016/17 | Bristol City   | Anglia  | Championship         | 4     | 0    |
| 2016/17 | Aston Villa    | Anglia  | Championship         | 36    | 19   |
| 2017/18 | Aston Villa    | Anglia  | Championship         | 15    | 1    |
| 2018/19 | Aston Villa    | Anglia  | Championship         | 39    | 9    |

## Kariera reprezentacyjna
W reprezentacji Wybrzeża Kości Słoniowej Kodjia zadebiutował 20 maja 2016 roku w zremisowanym 0:0 towarzyskim meczu z Węgrami. W 2017 roku został powołany do kadry na Puchar Narodów Afryki 2017.